# Bluejacking

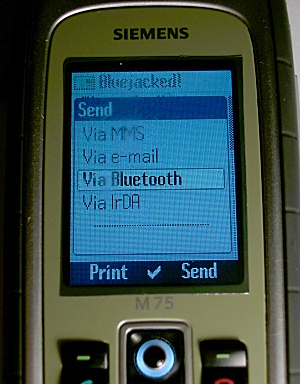
Dieses Siemens M75 bluejackt das Sony Ericsson K600i (unteres Bild)

Bluejacking bezeichnet das Senden unangeforderter Nachrichten über Bluetooth an Bluetooth-fähige Geräte, z. B. Mobiltelefone, PDAs oder Laptops. Dabei wird eine sogenannte vCard, welche normalerweise eine Nachricht im Namensfeld (z. B. für Bluedating oder Bluechat) enthält, an ein anderes Bluetooth-fähiges Gerät über das OBEX-Protokoll gesendet.
Bluetooth hat eine sehr beschränkte Reichweite, normalerweise bis zu 10 Meter bei Mobiltelefonen, Laptops können jedoch bei starken Klasse-1-Transmittern eine Reichweite von bis zu 100 Metern erreichen.

## Herkunft des Bluejacking
Bluejacking wurde zuerst von einem malaysischen IT-Berater durchgeführt, der sein Mobiltelefon dazu nutzte, für Sony Ericsson zu werben. Er erfand sogar den Namen, eine Mischung aus den Worten Bluetooth und ajack, seinem Benutzernamen bei Esato, einem Online-Forum von Sony-Ericsson-Fans.
Der Begriff könnte sich aber auch aus Bluetooth und Hijacking zusammensetzen.

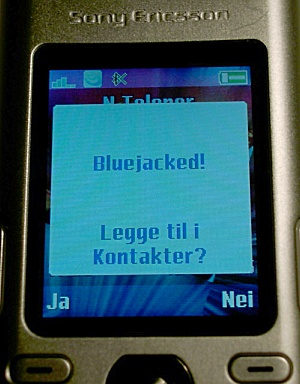
Dieses Sony Ericsson K600i wird vom Siemens M75 (oben abgebildet) gebluejackt.

## Nutzung
Bluejacking ist normalerweise harmlos, doch da Betroffene, die „bluejacked“ werden, generell nicht wissen, was passiert ist, könnten sie möglicherweise denken, dass ihr Mobilgerät eine Fehlfunktion hat. Normalerweise wird ein „bluejacker“ nur eine Textmeldung senden, mit aktuellen Mobiltelefonen ist es jedoch auch möglich, Bilder sowie Audiodaten zu senden. Bluejacking wurde in Guerilla-Marketing-Kampagnen genutzt, um für Advertgames zu werben. Inzwischen gibt es an oft besuchten Orten Werbeflächen mit eingebautem Computer, der ungefragt Werbebilder an Smartphones mit eingeschaltetem Bluetooth in Reichweite sendet. Mit dem Anstieg der Verfügbarkeit von bluetoothfähigen Geräten wurden diese auch verwundbar für Virusattacken und sogar für vollständige Übernahmen durch Trojanische Pferde.
Bluejacking wird oft mit Bluesnarfing verwechselt, was das illegale Hacken von Mobilgeräten über Bluetooth bezeichnet.

## Software
- Blueshoot (J2ME)